# 리영호 (한국 전쟁)
리영호(李永鎬, 1909년 ~ ?)는 조선민주주의인민공화국의 군인, 정치인이다. 빨치산파에 속했으며 한국 전쟁 개전 당시에는 제3사단장으로 참전했다. 리영호(李英鎬)로 표기된 문헌도 있다.

## 경력
1909년 경상도(경상북도인지 경상남도인지는 불명)에서 태어났다. 1936년 2월 동북인민혁명군 제4군 2사 교통원, 1938년 동북항일연군 제7군 제2사 제7단 정치위원이 되었고 1940년 3월에는 동북항일연군 제2로군 제2지대 제2대대 정치위원이 되었다. 일본군의 토벌을 피해 소련에 들어가 같은 해 12월 당 간부 회의가 열린 하바로프스크 근처에서 북야영(北野營, A야영)에 배속되었고 당 임시위원회 홍보 위원을 하였다. 1942년 제88특별여단 제3대대 5중대 부중대장·소위로 배속되어 군정훈련과 소부대 정찰활동을 했다.
제2차 세계대전 종전 후 조선으로 귀국하여 1948년 8월 제1기 최고인민회의 대의원, 조선인민군 제6연대장을 거쳐 1950년에 제3사단장에 취임했으며 한국 전쟁 개전 당시에는 동두천 방향으로 남침하였다. 제3사단은 당시 조선인민군 최정예 사단이었으며 국경 개전과 대전 전투, 부산 교두보 전투에 참가했다. 그러나 유엔군의 저항으로 병력을 소모하고 1950년 9월의 유엔군의 반격 작전으로 제3사단은 괴멸되었고 이후 제7군단장 등을 역임했다.
1953년 민족보위성 부상으로 취임했고 1954년에는 해군 사령관에 취임했다. 1954년 3월 조선인민대표단 부단장으로 중국을 방문하였다. 1956년 4월 조선노동당 중앙위원회 위원(제3차 당대회). 1957년 5월, 주 중국 대사, 1959년 12월 조선인민군 중장, 1961년 9월 조선노동당 중앙위원회위원(제4차 당대회)를 역임했다.
1962년 4월 중국 대사를 사임했다. 5월 조선노동당 중앙위원회 행정부장, 10월 최고인민회의 제3기 대의원 당선 최고 인민회의 상임위원회 위원을 역임했다. 1965년 조선인민군 대장, 1967년 최고인민회의 상임위원회 부위원장을 역임했다. 군부 강경파였기 때문에 1970년경에 숙청되었다.

## 참고 문헌
- 和田春樹 (1992), 《金日成と満州抗日戦争》, 平凡社, ISBN 4-58-245603-0
- 佐々木春隆 (1985), 《朝鮮戦争前史としての韓国独立運動の研究》, 国書刊行会
- 《韓国・北朝鮮人名辞典》, 世界政経調査会, 1966
- “［리영호(李永鎬, 생몰년 미상)］”. 노동자의 책. 2015년 1월 19일에 확인함.
- 임영대 (2010), 《한국전쟁: 전략,전술,무기》, sowadang, ISBN 8993820198

| 전임 김웅, 김일 | 조선민주주의인민공화국의 민족보위성 부상 (김웅, 최현, 오진우, 김을규, 김창덕과 공동) 1953년 ~ 1957년 | 후임 김웅, 최현 |